# Insecticide Resistance Action Committee
Das Insecticide Resistance Action Committee (IRAC) ist ein Verbund verschiedener Unternehmen um Maßnahmen gegen Insektizidresistenzen zu entwickeln.
Der Präsident ist Jürgen Langewald. Zu den Mitgliedsunternehmen gehören Adama, BASF, Bayer CropScience, Corteva, FMC Corporation, Mitsui, Nihon Nōyaku, Sumitomo Chemical, Syngenta und UPL. Das IRAC gliedert sich in 10 Arbeitsgruppen.
Das erste Treffen des IRAC fand 1984 mit je einem Vertreter von Ciba-Geigy, American Cyanamid, FMC, ICI, Hoechst und Bayer statt.

## IRAC-Code
Die Insektizidwirkstoffe sind in die folgenden Gruppen eingeteilt:
- 1–5, 9, 14, 19, 22, 29–30, 32: Nervensystem
- 6, 28: Nervensystem und Muskelkontraktion
- 7, 10, 15–18: Wachstumsregulation
- 11, 31: Verdauungssystem
- 12–13, 20–21, 24–25: Energiestoffwechsel
- 23: Fettsäurensynthese und Wachstumsregulation

Alle T, T+ oder GHS06-eingestuften Chemikalien sind fett
| Code | Wirkmechanismus                                                                    | Wirkstoffgruppe oder repräsentativer Wirkstoff                                | Wirkstoffe (* = nach Stockholmer Übereinkommen verboten) | Beispielprodukte |
| ---- | ---------------------------------------------------------------------------------- | ----------------------------------------------------------------------------- | --- | --- |
| 1A   | Acetylcholinesterase-Hemmer (AChE-Hemmer)                                          | Carbamate                                                                     | Alanycarb, Aldicarb, Bendiocarb, Benfuracarb, Butocarboxim, Butoxycarboxim, Carbaryl, Carbofuran, Carbosulfan, Ethiofencarb, Fenobucarb (BPMC), Formetanat, Furathiocarb, Isoprocarb, Methiocarb, Methomyl, Metolcarb, Oxamyl, Pirimicarb, Propoxur, Thiodicarb, Thiofanox, Triazamat, Trimethacarb, XMC, Xylylcarb | Temik (Aldicarb), Metacil (Aminocarb), Ficam, Garvox, Multamat, Turcam (Bendiocarb), Drawin 755 (Butocarboxim), Dicarb, Sevin (Carbaryl), Carbosip, Furadan (Carbofuran), Marshak (Carbosulfan), Baycarb (Fenobucarb), Carzol, Dicarzol (Formetanat), Mesurol (Methiocarb), Lannat, Nudrin (Methomyl), Vydate (Oxamyl), Pirimor (Pirimicarb), Aprocarb, Baygon (Propoxur), Aztec (Triazamat) |
| 1B   | Acetylcholinesterase-Hemmer (AChE-Hemmer)                                          | Phosphorsäureester (Organophosphate)                                          | Acephat, Azamethiphos, Azinphosethyl, Azinphosmethyl, Cadusafos, Chlorethoxyphos, Chlorfenvinphos, Chlormephos, Chlorpyrifos, Chlorpyrifos-methyl, Coumaphos, Cyanophos, Demeton-S-methyl, Diazinon, Dichlorvos, Dicrotophos, Dimethoat, Dimethylvinphos, Disulfoton, EPN, Ethion, Ethoprophos, Famphur, Fenamiphos, Fenitrothion, Fenthion, Fosthiazat, Heptenophos, Imicyafos, Isofenphos, Isopropyl-O-(methoxyaminothiophosphoryl)salicylsäure, Isoxathion, Malathion, Mecarbam, Methamidophos, Methidathion, Mevinphos, Monocrotophos, Naled, Omethoat, Oxydemeton-methyl, Parathion, Parathion-methyl, Phenthoat, Phorat, Phosalon, Phosmet, Phosphamidon, Phoxim, Pirimiphos-methyl, Profenophos, Propetamphos, Prothiofos, Pyraclofos, Pyridafenthion, Quinalphos, Sulfotep, Tebupirimfos, Temephos, Terbufos, Tetrachlorvinphos, Thiometon, Triazophos, Trichlorfon, Vamidothion | E605, Folidol (Parathion), Gusathion (Azinphosmethyl), Fortress, SmartChoice (Chlorethoxyphos), Birlane (Chlorfenvinphos), Dursban, Lorsban, Reldan (Chlorpyrifos), Asuntol, Perizin (Coumaphos), Basudin, Dimpylat, Oleo-(Diazinon), Dedevap, Mafu, Nogos, Vapona, Atgard, Fekama (Dichlorvos), Bi 58, Rogor, Perfekthion, Lizetan (Dimethoat), Systox (Demethon-S), Metasystox (Demeton-S-methyl), Disyston (Disulfoton), Mocap (Ethoprophos), Nemacur (Fenamiphos), Baytex, Entex, Lebaycid (Fenthion), Nemathorin (Fosthiazat), Cythion (Malathion), Ultracid (Methidathion), PD 5 (Mevinphos), Azodrin (Monocrotophos), Dibrom (Naled), Folimat (Omethoat), Elsan (Phenthoat), Thimet, Agrimet (Phorat), Rubitox (Phosalon), Dimecron (Phosphamidon), Imidan (Phosmet), Baythion (Phoxim), Bladafum (Sulfotepp), Abate (Temephos), Counter (Terbufos), Rabon, Stirofos (Tetrachlorvinphos), Dipterex, Neguvon (Trichlorfon) |
| 2A   | GABA-ausgelöste Chloridkanalblocker                                                | Cyclodiene / Chlorkohlenwasserstoffe                                          | Chlordan* | |
| 2A   | GABA-ausgelöste Chloridkanalblocker                                                | Cyclodiene / Chlorkohlenwasserstoffe                                          | Endosulfan* | Thiodan |
| 2B   | GABA-ausgelöste Chloridkanalblocker                                                | Phenylpyrazole                                                                | Ethiprol | |
| 2B   | GABA-ausgelöste Chloridkanalblocker                                                | Phenylpyrazole                                                                | Fipronil | Regent, Termidor |
| 3A   | Natriumkanal-Modulatoren                                                           | Pyrethroide                                                                   | Acrinathrin, Allethrine, Bifenthrin, Bioallethrin, Bioresmethrin, Cycloprothrin, Cyfluthrin, Cyhalothrin, Cypermethrin, Cyphenothrin, Deltamethrin, Empenthrin, Esfenvalerat, Etofenprox, Fenpropathrin, Fenvalerat, Flucythrinat, Flumethrin, Fluvalinat, Halfenprox, Imiprothrin, Kadethrin, Permethrin, Phenothrin, Prallethrin (ETOC), Pyrethrin, Resmethrin, Silafluofen, Tefluthrin, Tetramethrin (Phthalthrin), Tralomethrin, Transfluthrin | Talstar (Bifenthrin), Baythroid, Bulldock (Cyfluthrin), Karate Zeon, Trafo (Cyhalothrin), Cymbush, Fastac, Fury (Cypermethrin), Decis (Deltamethrin), Asana, Sumialpha (Esfenvalerat), Trebon (Etofenprox), Sumicidin (Fenvalerat), Danitol (Fenpropathrin), Cybolt (Flucythrinat), Mavrik (Fluvalinat), Cyprene, Sirbon (Halfenprox), Ambush (Permethrin), Neopynamin (Tetramethrin) |
| 3B   | Natriumkanal-Modulatoren                                                           | DDT                                                                           | Dichlordiphenyltrichlorethan* | Gesarol |
| 3B   | Natriumkanal-Modulatoren                                                           | Methoxychlor                                                                  | Methoxychlor | |
| 4A   | Nikotinischer Acetylcholinrezeptor-Agonisten (nAChR-Agonisten)                     | Neonicotinoide                                                                | Acetamiprid | Mospilan |
| 4A   | Nikotinischer Acetylcholinrezeptor-Agonisten (nAChR-Agonisten)                     | Neonicotinoide                                                                | Clothianidin | Poncho |
| 4A   | Nikotinischer Acetylcholinrezeptor-Agonisten (nAChR-Agonisten)                     | Neonicotinoide                                                                | Dinotefuran | |
| 4A   | Nikotinischer Acetylcholinrezeptor-Agonisten (nAChR-Agonisten)                     | Neonicotinoide                                                                | Imidacloprid | Confidor, Gaucho |
| 4A   | Nikotinischer Acetylcholinrezeptor-Agonisten (nAChR-Agonisten)                     | Neonicotinoide                                                                | Nitenpyram | Capstar |
| 4A   | Nikotinischer Acetylcholinrezeptor-Agonisten (nAChR-Agonisten)                     | Neonicotinoide                                                                | Thiacloprid | Calypso, Biscaya |
| 4A   | Nikotinischer Acetylcholinrezeptor-Agonisten (nAChR-Agonisten)                     | Neonicotinoide                                                                | Thiamethoxam | Cruiser |
| 4B   | Nikotinischer Acetylcholinrezeptor-Agonisten (nAChR-Agonisten)                     | Nikotin                                                                       | Nicotin | Black Leaf 40/155 |
| 4C   | Nikotinischer Acetylcholinrezeptor-Agonisten (nAChR-Agonisten)                     | Sulfoximine                                                                   | Sulfoxaflor | Closer, Transform |
| 4D   | Nikotinischer Acetylcholinrezeptor-Agonisten (nAChR-Agonisten)                     | Butenolide                                                                    | Flupyradifuron | Sivanto |
| 4E   | Nikotinischer Acetylcholinrezeptor-Agonisten (nAChR-Agonisten)                     | mesoionische Verbindungen                                                     | Triflumezopyrim | |
| 4F   | Nikotinischer Acetylcholinrezeptor-Agonisten (nAChR-Agonisten)                     | Pyridylidene                                                                  | Flupyrimin | |
| 5    | Nikotinischer Acetylcholinrezeptor-allosterische Aktivatoren (nAChR-Aktivatoren)   | Spinosyne                                                                     | Spinetoram | |
| 5    | Nikotinischer Acetylcholinrezeptor-allosterische Aktivatoren (nAChR-Aktivatoren)   | Spinosyne                                                                     | Spinosad | SpinTor |
| 6    | Aktivatoren der Glutamat-aktivierten Chloridkanäle (GluCl-Aktivatoren)             | Avermectine & Milbemycine                                                     | Abamectin, Emamectin-benzoat, Lepimectin, Milbemectin | Vertimec |
| 7A   | Juvenilhormon-Analoga                                                              | Juvenilhormon-Analoga                                                         | Hydropren, Kinopren, Methopren | |
| 7B   | Juvenilhormon-Analoga                                                              | Fenoxycarb                                                                    | Fenoxycarb | Insegar |
| 7C   | Juvenilhormon-Analoga                                                              | Pyriproxyfen                                                                  | Pyriproxyfen | Nylar |
| 8A   | Mehrfachwirkende Hemmer                                                            | Alkylhalogenide                                                               | Brommethan etc. | |
| 8B   | Mehrfachwirkende Hemmer                                                            | Chlorpikrin                                                                   | Chlorpikrin | Dorochlor |
| 8C   | Mehrfachwirkende Hemmer                                                            | Fluoride                                                                      | Sulfurylfluorid | Vikane, Zythor |
| 8C   | Mehrfachwirkende Hemmer                                                            | Fluoride                                                                      | Kryolith | |
| 8D   | Mehrfachwirkende Hemmer                                                            | Borax                                                                         | Borax, Borsäure, Dinatriumoctaborat, Natriumborat, Natriummetaborat | |
| 8E   | Mehrfachwirkende Hemmer                                                            | Brechweinstein                                                                | Kaliumantimonyltartrat | |
| 8F   | Mehrfachwirkende Hemmer                                                            | Methylisothiocyanat-Bilder                                                    | Dazomet, Metam | |
| 9B   | Modulatoren der TRPV-Kanäle im Chordotonalorgan                                    | Pyridin-azomethine                                                            | Pymetrozin | Plenum |
| 9B   | Modulatoren der TRPV-Kanäle im Chordotonalorgan                                    | Pyridin-azomethine                                                            | Pyrifluquinazon | |
| 9D   | Modulatoren der TRPV-Kanäle im Chordotonalorgan                                    | Pyropene                                                                      | Afidopyropen | |
| 10A  | Milbenwachstumshemmer (wirkt auf Chitin-Synthase CHS1)                             | Tetrazine, Thiazolidine                                                       | Clofentezin (Kreuzresistenz zwischen Clofentezin und Hexythiazox) | Apollo |
| 10A  | Milbenwachstumshemmer (wirkt auf Chitin-Synthase CHS1)                             | Tetrazine, Thiazolidine                                                       | Hexythiazox | Metacar, Ordoval |
| 10A  | Milbenwachstumshemmer (wirkt auf Chitin-Synthase CHS1)                             | Tetrazine, Thiazolidine                                                       | Diflovidazin | |
| 10A  | Milbenwachstumshemmer (wirkt auf Chitin-Synthase CHS1)                             | Tetrazine, Thiazolidine                                                       | | |
| 10B  | Milbenwachstumshemmer (wirkt auf Chitin-Synthase CHS1)                             | Etoxazol                                                                      | Etoxazol | Borneo, Swing |
| 11A  | Mikrobielle Mitteldarmmembran-Zerstörer                                            | Bacillus thuringiensis und deren insektizide Proteine                         | Bacillus thuringiensis (Bt) subsp. israelensis, aizawai, kurstaki, tenebrionis | XenTari (aizawai), Dipel (kurstaki), Novodor (tenebrionis) |
| 11A  | Mikrobielle Mitteldarmmembran-Zerstörer                                            | Bacillus thuringiensis und deren insektizide Proteine                         | Bt-Proteine: Cry1Ab, Cry1Ac, Cry1Fa, Cry1A.105, Cry2Ab, Vip3A, mCry3A, Cry3Ab, Cry3Bb, Cry34Ab1/Cry35Ab1 | |
| 11B  | Mikrobielle Mitteldarmmembran-Zerstörer                                            | Bacillus sphaericus                                                           | Bacillus sphaericus | |
| 12A  | Hemmer der mitochondrialen ATP-Synthase                                            | Carbodiimid-Vorläufer                                                         | Diafenthiuron | Pegasus, Polo |
| 12B  | Hemmer der mitochondrialen ATP-Synthase                                            | Zinnorganische Verbindungen                                                   | Azocyclotin | |
| 12B  | Hemmer der mitochondrialen ATP-Synthase                                            | Zinnorganische Verbindungen                                                   | Cyhexatin | Dowco 213 |
| 12B  | Hemmer der mitochondrialen ATP-Synthase                                            | Zinnorganische Verbindungen                                                   | Fenbutatinoxid | Benamon, Torque |
| 12C  | Hemmer der mitochondrialen ATP-Synthase                                            | Sulfit-Ester                                                                  | Propargit | Omite, Comite |
| 12D  | Hemmer der mitochondrialen ATP-Synthase                                            | Tetradifon                                                                    | Tetradifon | Tedion |
| 13   | Unterbrechung der oxidativen Phosphorylierung durch Störung des Protonengradienten | Pyrrole                                                                       | Chlorfenapyr | Mythic, Phantom |
| 13   | Unterbrechung der oxidativen Phosphorylierung durch Störung des Protonengradienten | Dinitrophenole                                                                | 2-Methyl-4,6-dinitrophenol (DNOC) | Antinonnin |
| 13   | Unterbrechung der oxidativen Phosphorylierung durch Störung des Protonengradienten | Sulfuramid                                                                    | Sulfluramid [Fluor-Insektizid] | Finitron |
| 14   | Nikotinischer Acetylcholinrezeptor-Kanalblocker (nAChR-Kanalblocker)               | Nereistoxin-Analoga                                                           | Bensultap | Bancol |
| 14   | Nikotinischer Acetylcholinrezeptor-Kanalblocker (nAChR-Kanalblocker)               | Nereistoxin-Analoga                                                           | Cartap | Padan |
| 14   | Nikotinischer Acetylcholinrezeptor-Kanalblocker (nAChR-Kanalblocker)               | Nereistoxin-Analoga                                                           | Thiocyclam | Evisekt |
| 14   | Nikotinischer Acetylcholinrezeptor-Kanalblocker (nAChR-Kanalblocker)               | Nereistoxin-Analoga                                                           | Thiosultap | |
| 15   | Chitinbiosynthese-Hemmer (Chitininhibitoren) durch Hemmung der Chitinsynthase CHS1 | Benzoylharnstoffe                                                             | Bistrifluron | |
| 15   | Chitinbiosynthese-Hemmer (Chitininhibitoren) durch Hemmung der Chitinsynthase CHS1 | Benzoylharnstoffe                                                             | Chlorfluazuron | |
| 15   | Chitinbiosynthese-Hemmer (Chitininhibitoren) durch Hemmung der Chitinsynthase CHS1 | Benzoylharnstoffe                                                             | Diflubenzuron | Dimilin |
| 15   | Chitinbiosynthese-Hemmer (Chitininhibitoren) durch Hemmung der Chitinsynthase CHS1 | Benzoylharnstoffe                                                             | Flucycloxuron | |
| 15   | Chitinbiosynthese-Hemmer (Chitininhibitoren) durch Hemmung der Chitinsynthase CHS1 | Benzoylharnstoffe                                                             | Flufenoxuron | Cascade |
| 15   | Chitinbiosynthese-Hemmer (Chitininhibitoren) durch Hemmung der Chitinsynthase CHS1 | Benzoylharnstoffe                                                             | Hexaflumuron | Consult, Truneno |
| 15   | Chitinbiosynthese-Hemmer (Chitininhibitoren) durch Hemmung der Chitinsynthase CHS1 | Benzoylharnstoffe                                                             | Lufenuron | Match |
| 15   | Chitinbiosynthese-Hemmer (Chitininhibitoren) durch Hemmung der Chitinsynthase CHS1 | Benzoylharnstoffe                                                             | Novaluron | |
| 15   | Chitinbiosynthese-Hemmer (Chitininhibitoren) durch Hemmung der Chitinsynthase CHS1 | Benzoylharnstoffe                                                             | Noviflumuron | |
| 15   | Chitinbiosynthese-Hemmer (Chitininhibitoren) durch Hemmung der Chitinsynthase CHS1 | Benzoylharnstoffe                                                             | Teflubenzuron | Nomolt |
| 15   | Chitinbiosynthese-Hemmer (Chitininhibitoren) durch Hemmung der Chitinsynthase CHS1 | Benzoylharnstoffe                                                             | Triflumuron | |
| 16   | Chitinbiosynthese-Hemmer (Chitininhibitoren) Typ 1                                 | Buprofezin                                                                    | Buprofezin | Applaud |
| 17   | Häutungsunterbrecher (Zweiflügler)                                                 | Cyromazin                                                                     | Cyromazin | Larvadex, Neoprex, Trigard, Vetrazin |
| 18   | Ecdyson-Agonisten                                                                  | Diacylhydrazine                                                               | Chromafenozid | Matric |
| 18   | Ecdyson-Agonisten                                                                  | Diacylhydrazine                                                               | Halofenozid | |
| 18   | Ecdyson-Agonisten                                                                  | Diacylhydrazine                                                               | Methoxyfenozid | Runner |
| 18   | Ecdyson-Agonisten                                                                  | Diacylhydrazine                                                               | Tebufenozid | Mimic |
| 19   | Octopamin-Rezeptor-Agonisten                                                       | Formamidine                                                                   | Amitraz | Mitac |
| 20A  | Komplex III: Cytochrom-c-Reduktase-Hemmer                                          | Hydramethylnon                                                                | Hydramethylnon | Amdro, Combat, Faslane, Maxforce |
| 20B  | Komplex III: Cytochrom-c-Reduktase-Hemmer                                          | Acequinocyl                                                                   | Acequinocyl | Kanemite |
| 20C  | Komplex III: Cytochrom-c-Reduktase-Hemmer                                          | Fluacrypyrim                                                                  | Fluacrypyrim | Titaron |
| 20D  | Komplex III: Cytochrom-c-Reduktase-Hemmer                                          | Bifenazat                                                                     | Bifenazat | Floramite |
| 21A  | Komplex I: NADH-Dehydrogenase-Hemmer                                               | METI-Akarizide und -Insektizide (Mitochondrial Electron Transport Inhibitors) | Fenazaquin | Magister |
| 21A  | Komplex I: NADH-Dehydrogenase-Hemmer                                               | METI-Akarizide und -Insektizide (Mitochondrial Electron Transport Inhibitors) | Fenpyroximat | Kiron |
| 21A  | Komplex I: NADH-Dehydrogenase-Hemmer                                               | METI-Akarizide und -Insektizide (Mitochondrial Electron Transport Inhibitors) | Pyrimidifen | Masai |
| 21A  | Komplex I: NADH-Dehydrogenase-Hemmer                                               | METI-Akarizide und -Insektizide (Mitochondrial Electron Transport Inhibitors) | Pyridaben | Nexter, Sanmite |
| 21A  | Komplex I: NADH-Dehydrogenase-Hemmer                                               | METI-Akarizide und -Insektizide (Mitochondrial Electron Transport Inhibitors) | Tebufenpyrad | Oscar |
| 21A  | Komplex I: NADH-Dehydrogenase-Hemmer                                               | METI-Akarizide und -Insektizide (Mitochondrial Electron Transport Inhibitors) | Tolfenpyrad | Apta, Torac |
| 21B  | Komplex I: NADH-Dehydrogenase-Hemmer                                               | Rotenon                                                                       | Rotenon | Sicid |
| 22A  | Spannungsabhängige Natriumkanal-Blocker                                            | Oxadiazine                                                                    | Indoxacarb | Steward |
| 22B  | Spannungsabhängige Natriumkanal-Blocker                                            | Semicarbazone                                                                 | Metaflumizon | Alverde |
| 23   | Acetyl-CoA-Carboxylase-Hemmer (ACC-Hemmer) / Lipid-Biosynthese-Hemmer (LBI)        | Tetronsäure- und Tetramsäure-Derivate                                         | Spirodiclofen | Envidor |
| 23   | Acetyl-CoA-Carboxylase-Hemmer (ACC-Hemmer) / Lipid-Biosynthese-Hemmer (LBI)        | Tetronsäure- und Tetramsäure-Derivate                                         | Spiromesifen | Oberon |
| 23   | Acetyl-CoA-Carboxylase-Hemmer (ACC-Hemmer) / Lipid-Biosynthese-Hemmer (LBI)        | Tetronsäure- und Tetramsäure-Derivate                                         | Spiropidion | Elestal Neo |
| 23   | Acetyl-CoA-Carboxylase-Hemmer (ACC-Hemmer) / Lipid-Biosynthese-Hemmer (LBI)        | Tetronsäure- und Tetramsäure-Derivate                                         | Spirotetramat | Movento |
| 24A  | Komplex IV: Cytochrom-c-Oxidase-Hemmer                                             | Phosphide                                                                     | Aluminiumphosphid CalciumphosphidPhosphine Zinkphosphid | |
| 24B  | Komplex IV: Cytochrom-c-Oxidase-Hemmer                                             | Cyanide                                                                       | Calciumcyanid Kaliumcyanid Natriumcyanid | |
| 25A  | Komplex II: Succinat-Dehydrogenase-Hemmer                                          | β-Ketonitrilderivate                                                          | Cyenopyrafen | |
| 25A  | Komplex II: Succinat-Dehydrogenase-Hemmer                                          | β-Ketonitrilderivate                                                          | Cyflumetofen | Sultan, Nealta |
| 25B  | Komplex II: Succinat-Dehydrogenase-Hemmer                                          | Carboxanilide                                                                 | Pyflubumid | |
| 28   | Ryanodin-Rezeptor-Modulatoren                                                      | Diamide                                                                       | Chlorantraniliprol | Rynaxypyr, Altacor, Coragen |
| 28   | Ryanodin-Rezeptor-Modulatoren                                                      | Diamide                                                                       | Cyantraniliprol | Cyazypyr, Exirel, Fortenza |
| 28   | Ryanodin-Rezeptor-Modulatoren                                                      | Diamide                                                                       | Cyclaniliprol | |
| 28   | Ryanodin-Rezeptor-Modulatoren                                                      | Diamide                                                                       | Flubendiamid | Belt |
| 28   | Ryanodin-Rezeptor-Modulatoren                                                      | Diamide                                                                       | Tetraniliprol | |
| 29   | Chordotonalorgan-Modulatoren (unbekannter Ansatzpunkt)                             | Flonicamid                                                                    | Flonicamid | Teppeki |
| 30   | GABA-Rezeptor-Modulatoren                                                          | Meta-diamide                                                                  | Broflanilid | |
| 30   | GABA-Rezeptor-Modulatoren                                                          | Isoxazoline                                                                   | Fluxametamid | |
| 30   | GABA-Rezeptor-Modulatoren                                                          | Isoxazoline                                                                   | Isocyloseram | |
| 31   | Baculoviren                                                                        | Granuloviren (GVs)                                                            | Cydia pomonella GV Thaumatotibia leucotreta GV | |
| 31   | Baculoviren                                                                        | Nucleopolyhedroviren (NPVs)                                                   | Anticarsia gemmatalis MNPV Helicoverpa armigera NPV | |
| 32   | Nicotinischer Acetylcholin-Rezeptor (nAChR) - Allosterischer Modulator an Site II  | GS-Omega/kappa HXTX-Hv1a-Peptid                                               | GS-Omega/kappa HXTX-Hv1a-Peptid | |
| 33   | Modulatoren der Calcium-aktivierten Kaliumkanäle (KCa2)                            | Acynonapyr                                                                    | Acynonapyr | |
| 34   | Komplex III: Hemmer des Elektronentransports an Qi                                 | Flometoquin                                                                   | Flometoquin | |
| UN   | unbekannter Wirkmechanismus                                                        |                                                                               | Azadirachtin | |
| UN   | unbekannter Wirkmechanismus                                                        | Benzoximat                                                                    | | |
| UN   | unbekannter Wirkmechanismus                                                        | Benzpyrimoxan                                                                 | | |
| UN   | unbekannter Wirkmechanismus                                                        | Brompropylat                                                                  | Neoron, Acarol, Folbex VA | |
| UN   | unbekannter Wirkmechanismus                                                        | Chinomethionat                                                                | | |
| UN   | unbekannter Wirkmechanismus                                                        | Dicofol                                                                       | Kelthan | |
| UN   | unbekannter Wirkmechanismus                                                        | Schwefelkalk                                                                  | | |
| UN   | unbekannter Wirkmechanismus                                                        | Mancozeb                                                                      | | |
| UN   | unbekannter Wirkmechanismus                                                        | Oxazosulfyl                                                                   | | |
| UN   | unbekannter Wirkmechanismus                                                        | Pyridalyl                                                                     | | |
| UN   | unbekannter Wirkmechanismus                                                        | Schwefel                                                                      | | |
| UNB  | unbekannter Wirkmechanismus (bakterielle Substanzen)                               |                                                                               | Burkholderia spp. Wolbachie pipientis (Zap) | |
| UNE  | unbekannter Wirkmechanismus (pflanzliche Substanzen)                               |                                                                               | Mexikanischer Drüsengänsefuß (Extrakt) Fettsäuremonoester von Glycerin und Propandiol Niemöl | |
| UNF  | unbekannter Wirkmechanismus (Substanzen aus Pilzen)                                |                                                                               | Beauveria bassina-Stämme Metarhizium anisopliae-Stamm F52 Paecilomyces fumosoroseus Apopka-Stamm 97 | |
| UNM  | unspezifische mechanische Disruptoren                                              |                                                                               | Kieselgur, Mineralöl | |
| UNP  | Peptide mit unbekanntem Wirkmechanismus                                            |                                                                               | | |
| UNV  | unbekannter Wirkmechanismus (virale Substanzen)                                    |                                                                               | | |